# Англо-американський альянс
«Англо-американський альянс: серйозно-комічний роман і прогноз майбутнього» — роман 1906 року, написаний та проілюстрований Ґреґорі Каспаряном і опублікований Mayflower Presses. Рецензент io9 назвав його «першим лесбійським науково-фантастичним романом».

## Автор
Про Ґреґорі Каспаряна (1856—1942) відомо небагато. Турецький вірмен, Каспарян служив офіцером у турецькій армії. У 1877 році він емігрував до Сполучених Штатів, оселився в Нью-Йорку і працював художником, маляром і фотогравером. Англо-американський альянс — його єдина опублікована праця.

## Місце дії та сюжет

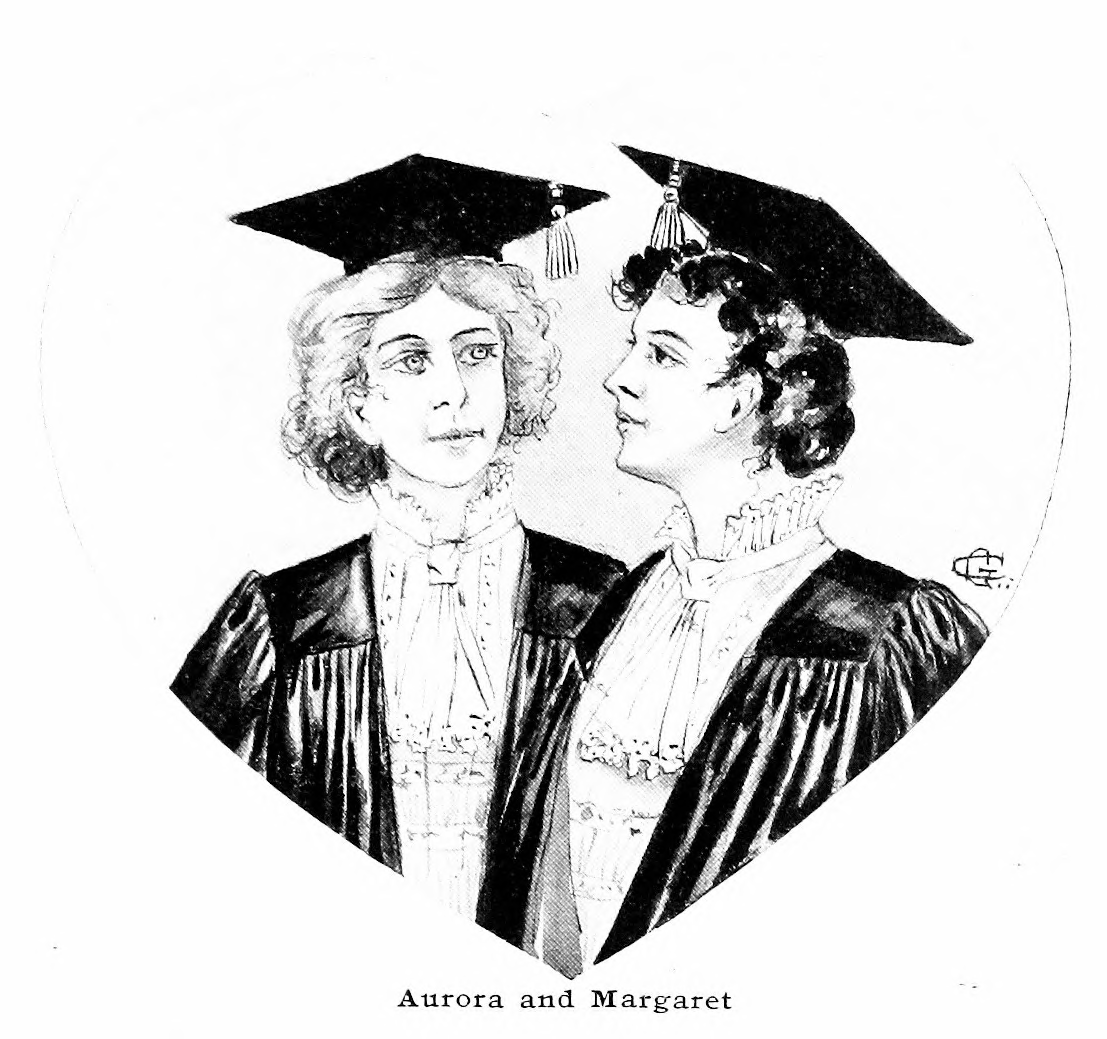
Аврора і Маргарет, героїні роману, за ілюстраціями автора.

Дія роману розгортається в майбутньому 1960 року та зображує світ, геополітично схожий на світ 1906 року, де США та Велика Британія є головними колоніальними державами світу. У передмові Каспаріан зазначив, що метою книги було показати бажаність світового уряду, першим кроком до якого він бачив створення англо-американської федерації. Існують обмежені технологічні досягнення, такі як пренатальне визначення статі, призупинений анабіоз та ліки від лінощів (що приносить користь «неграм південних штатів», за романом). Телескопи показали розумне життя на інших планетах, яке описано в інтерлюдіях, не пов'язаних з рештою роману.
У романі розповідається про роман двох молодих представниць вищого класу, британки Аврори Каннінгем і американки Маргарет Макдональд, які навчаються в одній жіночій семінарії в Корнволлі і заводять таємні романтичні стосунки. Після закінчення школи Маргарет хірургічним шляхом перетворилася на чоловіка Спенсера Гамільтона. Будучи відомим музикантом, Гамільтон залицяється та одружується з Авророю, і вони живуть довго та щасливо.

## Значимість
Рецензуючи роман у 1990 році, Еверетт Ф. Блейлер описав його як курйоз і як «ексцентричний роман із раннім описом хірургічних змін статі». Стаття 2011 року в io9 підкреслила новизну твору в тому, що він представляв лесбійські романтичні стосунки безпосередньо, а не через підтекст «бостонського шлюбу», як це іноді робилося у вікторіанській художній літературі, і в зображенні першого трансгендерного героя наукової фантастики.